# Східний регіон (1997—2015)
Східний регіон (араб. الجهة الشرقية‎‎; бербер. ⵜⴰⴳⵎⵓⴹⴰⵏ; фр. L'Oriental) —  один із 16 колишніх регіонів Марокко. Існував на півночі країни у 1997—2015 роках. Адміністративний центр — Уджда.  Існував до Адміністративної реформи Марокко у вересні 2015 року. Відрізняється від сучасної Східного регіону королівства. 
На південному заході межувала з колишнім регіоном Мекнес — Тафілалет, на заході — з регіонами Фес — Бульман і Таза — Ель-Хосейма — Таунат, на сході та півдні мала кордон з Алжиром, на півночі омивалася Середземним морем та мала кордон з Іспанією (напіванклав Мелілья). 
| Марокко | Це незавершена стаття з географії Марокко. Ви можете допомогти проєкту, виправивши або дописавши її. |